# Гурам Кашія
Гурам Кашія (груз. გურამ კაშია, нар. 4 липня 1987, Тбілісі) — грузинський футболіст, захисник клубу «Слован» (Братислава). Футболіст року в Грузії у 2012 і 2013 роках.
Більшу частину своєї кар'єри провів в голландському клубі «Вітессе», де він був капітаном. За вісім років у клубі він зіграв 292 офіційні матчі (24 голи) і виграв Кубок Нідерландів у 2017 році. Також є багаторічним капітаном національної збірної Грузії та рекордсменом за зіграними матчами (108).

## Клубна кар'єра
Народився 4 липня 1987 року в місті Тбілісі. Вихованець футбольної школи клубу «Динамо» (Тбілісі). Дорослу футбольну кар'єру розпочав 2006 року в основній команді того ж клубу, в якій провів чотири сезони, взявши участь у 91 матчі чемпіонату. Більшість часу, проведеного у складі тбіліського «Динамо», був основним гравцем захисту команди. За цей час виборов титул чемпіона Грузії, а також ставав володарем Кубка та Суперкубка країни.

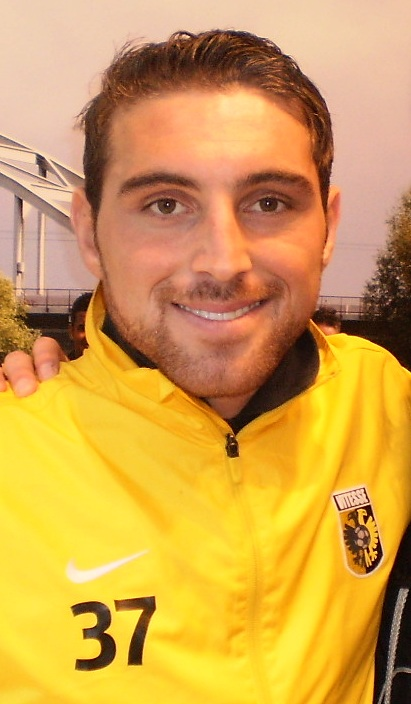
Гурам_Кашія під час виступів за «Вітессе». 2012 рік.

До складу «Вітессе» Кашія приєднався влітку 2010 року, після того як клуб придбав його співвітчизник Мераб Жорданія. Гурам швидко став одним з лідерів захисту команди з Арнема, а вже перед початком сезону 2011/12 був обраний капітаном команди. Попри інтерес з боку багатьох клубів, включаючи лідерів нідерландського футболу та представників англійського чемпіонату, декілька разів подовжував контракт з «Вітессом», востаннє восени 2015 року підписав угоду до 2020 року. 2017 року допоміг «Вітессу» вибороти перший у його історії національний трофей — стати володарем Кубка Нідерландів. Всього за вісім сезонів відіграв за команду 292 матчі в усіх турнірах, у яких забив 24 голи і є гравцем з найбільшою кількістю матчів за клуб у Ередивізі (244), обійшовши за цим показником Тео Янссена з 242 поєдинками.
14 червня 2018 року Кашія перейшов у клуб MLS «Сан-Хосе Ерсквейкс», підписавши багаторічний контракт. В чемпіонаті він дебютував 25 липня в матчі проти «Сіетл Саундерз» (0:1), відігравши усі 90 хвилин. У липні 2019 року Кашія отримав грін-карту і в MLS перестав вважатися іноземним гравцем. Після закінчення сезону 2020 «Сан-Хосе» не став продовжувати контракт з Кашією. Загалом у MLS він провів 43 матчі.
3 березня 2021 року Кашія повернувся на батьківщину після багатьох років, коли перейшов у «Локомотив» (Тбілісі), але вже влітку знову відправився за кордон і 17 червня 2021 року підписав контракт з чинним чемпіоном Словаччини, клубом «Слован» (Братислава). Тут він став виступати із співвітчизником Джабою Канкавою та словацьким тренером Владімір Вайсом-старшим, під керівництвом якого грав у складі збірної Грузії. У дебютному сезоні 2021/22 він допоміг своєму клубу здобути четвертий титул чемпіона Словаччини поспіль. Через рік знову приміряв золоті нагороди чемпіонату Словаччини.

## Виступи за збірні
Протягом 2007–2009 років залучався до складу молодіжної збірної Грузії. На молодіжному рівні зіграв у 10 офіційних матчах, забив 2 голи.
1 квітня 2009 року дебютував в офіційних матчах у складі національної збірної Грузії в грі відбору на чемпіонат світу 2010 року проти Чорногорії (1:1). 12 жовтня 2012 року він забив свій перший гол у складі збірної у матчі проти Фінляндії (1:1) в рамках відбору до чемпіонату світу 2014 року..
Тривалий час був віце-капітаном в національній команді, але після завершення кар'єри Джаби Канкави в збірній, Кашія став новим капітаном збірної Грузії. 17 листопада 2022 року у товариській грі проти збірної Марокко (0:3) став рекордсменом збірної Грузії за зіграними матчами (101). 

## Титули і досягнення
- Чемпіон Грузії (1):

«Динамо» (Тбілісі): 2007-08
- Володар Кубка Грузії (1):

«Динамо» (Тбілісі): 2008-09
- Володар Суперкубка Грузії (1):

«Динамо» (Тбілісі): 2008
- Володар Кубка Нідерландів (1):

«Вітессе»: 2016-17
- Чемпіон Словаччини (4):

«Слован»: 2021-22, 2022-23, 2023-24, 2024-25

### Індивідуальні
- Грузинський футболіст року (2): 2012, 2013